# Biwalent
Biwalent, tetrada – para chromosomów homologicznych (czyli tetrada chromatyd) połączonych chiazmami. Ograniczają one fragmenty, w których dochodzi do crossing-over, czyli wymiany DNA między sąsiadującymi chromatydami chromosomów homologicznych. Proces ten zachodzi w pierwszej profazie mejozy.